# 珠點亮麗鯛
珠點亮麗鯛（学名：Lamprologus meleagris）為輻鰭魚綱鱸形目隆頭魚亞目慈鯛科的其中一種，分布於非洲剛果民主共和國的淡水流域，體長可達7公分，棲息在中底層水域，成小群活動，雌魚生活在蝸牛殼中，生活習性不明。